# Markus Schick
Markus E. Schick (* 1963 in Mindelheim) ist ein deutscher Ministerialbeamter. Er seit 2025 Staatssekretär im Bundesministerium für Landwirtschaft, Ernährung und Heimat.

## Leben

### Ausbildung, Wissenschaft und Persönliches
Markus Schick studierte Tiermedizin und Medizin. Er ist Fachtierarzt für Fortpflanzung und Fachtierarzt für das öffentliche Veterinärwesen. Im Jahr 1990 wurde er über die „Dynamik der autonomen Progesteronsekretion aus dem bovinen Corpus luteum in vitro“ an der Universität München zum Dr. med. vet. promoviert. Im Jahr 2010 wurde er über „Ergebnisse nach Stentgraft gestützter Versorgung beim symptomatischen penetrierenden Aortennuclus (PAU)“ am Zentrum für Chirurgie der Medizinischen Fakultät an der Universität Ulm zum Dr. med. promoviert.
Schick ist Lehrbeauftragter und Honorarprofessor für staatliche Tierseuchenbekämpfung an der Ludwig-Maximilians-Universität München.
Er ist verheiratet und hat fünf Kinder.

### Laufbahn
Schick trat nach wissenschaftlicher Tätigkeit an der Universität Ulm und praktischer tierärztlicher Tätigkeit in Schwaben in den bayerischen Staatsdienst ein. So war er an drei Landratsämtern im Bereich des Verbraucherschutzes tätig und wechselte in das Bayerische Staatsministerium für Arbeit und Sozialordnung, Familie, Frauen und Gesundheit. Dort war er im Referat für Tiergesundheit eingesetzt, bevor er die stellvertretende Referatsleitung im Referat für öffentliches Veterinärwesen im damaligen Staatsministerium für Gesundheit, Ernährung und Verbraucherschutz übernahm.
Er vertrat von 2002 bis 2008 in der Vertretung des Freistaates Bayern bei der Europäischen Union die Belange des Bayerischen Staatsministeriums für Gesundheit, Ernährung und Verbraucherschutz und des späteren Staatsministeriums für Umwelt und Gesundheit in Brüssel. Sodann war er von 2008 bis 2018 Vizepräsident des Bayerischen Landesamtes für Gesundheit und Lebensmittelsicherheit und leitete dort zuletzt den Aufbaustab für das Bayerische Landesamt für Pflege. Dieses Landesamt für Pflege leitete er von 2018 bis 2020 als Gründungspräsident.
Es folgte ein Wechsel nach Berlin, wo er von 2020 bis 2025 die Leitung der Abteilung für Lebensmittelsicherheit und Tiergesundheit im Amt eines Ministerialdirektors im Bundesministerium für Ernährung und Landwirtschaft übernahm.
Im Zuge der Bildung des Kabinetts Merz wurde Schick im Mai 2025 unter Bundesminister Alois Rainer (CSU) zum Staatssekretär im Bundesministerium für Landwirtschaft, Ernährung und Heimat ernannt.